# Katelyn Tarver
Katelyn Marie Tarver (Glennville, 2 november 1989) is een Amerikaans zangeres, songwriter, actrice en model. Ze is vooral bekend door haar rol als Jo Taylor in de televisieserie Big Time Rush.
Tarver haalde in 2003 de finale van de talentenjacht American Juniors. In 2005 bracht ze het album Wonderful Crazy uit. Verder werkt ze als fotomodel.

## Filmografie
| Jaar       | Serie              | Rol            |
| ---------- | ------------------ | -------------- |
| 2003       | American Juniors   | Zichzelf       |
| 2010–2013  | Big Time Rush      | Jo Taylor      |
| 2010       | No Ordinary Family | Natelie Poston |
| 2017-heden | Famous in Love     | Rachael Davis  |

- Bibliothèque nationale de France: cb16162969b (data)
- Gemeinsame Normdatei: 1274769604
- International Standard Name Identifier: 0000 0000 7344 1588
- Library of Congress Control Number: no2012046010
- MusicBrainz: 7e621451-1808-483a-b636-3500016c6878
- Virtual International Authority File: 103230282
- WorldCat: E39PBJcKF4FpBV9bGxCthXvj4q